# 日光真光教会礼拝堂

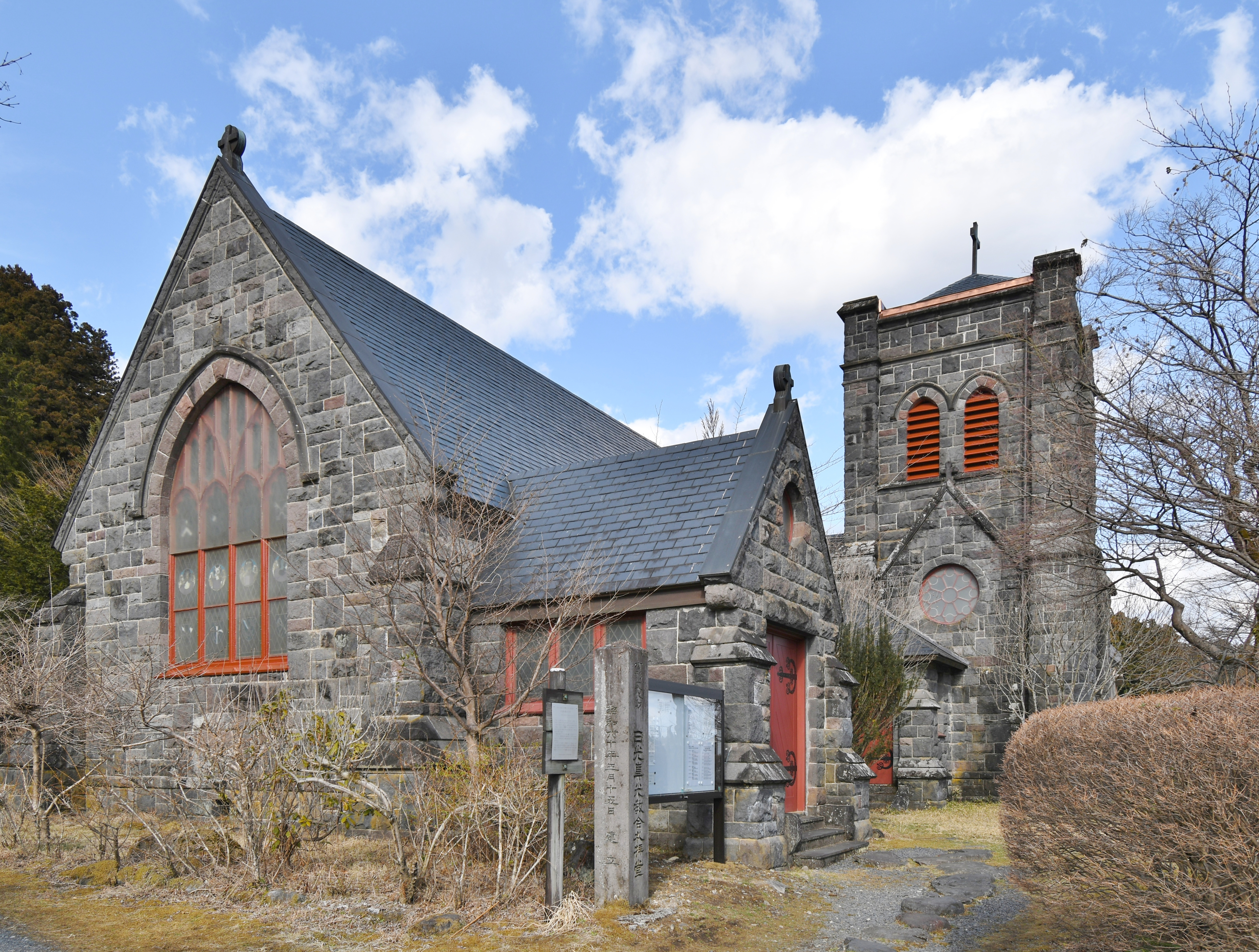
日光真光教会礼拝堂

日光真光教会礼拝堂（にっこうしんこうきょうかいれいはいどう）は、栃木県日光市にある日本聖公会北関東教区に属する教会堂。

## 概要
1875年（明治8年）に礼拝が行われたのが始まりとされる。1899年（明治32年）にアメリカ人の建築家で教育者のジェームズ・ガーディナーによって、現在地にほど近い西参道付近に「変容貌教会」（木造の礼拝堂）が造られた。
1914年（大正3年）に、同じくガーディナーの設計で現在の教会堂が完成し、1916年（大正5年）に「日光真光教会」として聖別・献堂された。
建物は切妻屋根に天然スレート葺、主棟は長方形の礼拝堂で西南端に玄関があり、東南隅に鐘塔をもつロマネスクに近いゴシック様式の石造建築である。
外壁は近くの大谷川（だいやがわ）、稲荷川から採取された暗赤色の安山岩を用いた乱石積で、こぶ出し仕上げの石の表面が外観に一層の荘重感を与えている。内壁は日光の板橋石（白色滑面）を用いた平張りである。開口部は曲線を採用するが、華美な意匠がほとんどなく、ステンドグラスが礼拝堂の荘厳な雰囲気を作りだしている。
1982年（昭和57年）に栃木県指定有形文化財に指定されている。
日光を生涯愛したガーディナーは、彼の設計による本礼拝堂に妻フローレンスとともに埋葬されている。

## 所在地
- 〒321-1434 栃木県日光市本町1-6

## 交通アクセス
- JR日光線日光駅および東武日光線東武日光駅から東武バス日光の路線バスで「西参道入口」下車。または両駅から徒歩約40分。